# 棠村镇
棠村镇，是中华人民共和国河南省驻马店市新蔡县下辖的一个乡镇级行政单位。

## 行政区划
棠村镇下辖以下地区：
棠村、云仙村、万楼村、刘庄村、后李营村、赵老庄村、袁营村、耿集村、任小寨村、徐庄村、插花庙村、陈庙村、任庄村、龙王庙村、大王寨村、张老庄村、张新寨村和路庄村。